# Castilleja exilis
Castilleja exilis là loài thực vật có hoa thuộc họ Cỏ chổi. Loài này được A.Nelson mô tả khoa học đầu tiên năm 1904.